# Cabañas de Polendos
Cabañas de Polendos è un comune spagnolo di 149 abitanti situato nella comunità autonoma di Castiglia e León.